# Nothing’s Carved In Stone
Nothing’s Carved In Stone ist eine J-Rock-Band aus Japan. Shin’ichi Ubukata, der Gitarrist der Band Ellegarden ist, gründete die Band im Januar 2009. Die Mitglieder sind Shin'ichi Ubukata (生形 真一, Ubukata Shin’ichi; Gitarre und Gesang), Hidekazu Hianata (日向 秀和, Hinata Hidekazu; Bass), Takanori Okita (大喜多 崇規, Okita Takanori;　Schlagzeug), Taku Muramatsu (村松 拓, Muramatsu Taku; Gitarre und Gesang).

## Bandgeschichte
Am 6. Mai 2009 wurde ihr erstes Album Parallel Lives bei der Plattenfirma Dynamord Label veröffentlicht. In der ersten Woche kam das Album auf Platz 11 der Oricon-Charts. Anschließend fand die Album-Tour Parallel Lives statt und Nothing’s Carved In Stone spielten in einigen Städten Japans am 29. Mai 2009. Im Juli 2009 fand ihre Tour Polypoid statt, danach spielte die Band auf Festivals wie dem Rock Japan Festival und Summer Sonic in Hitachinaka, dem Chiba Marine Stadium und Makuhari Messe. Ihre erste Single Around The Clock erschien am 9. Dezember, gleichzeitig fand ihre Tour Rigid Clocks statt. Die Single erreichte Platz 21.
2012 wechselten sie zur Plattenfirma EPIC Records. Mit ihrer Single Out of Control stiegen sie erstmals auf Platz 9 in den Top Ten ein. Am 15. August 2015 wurde das Major-Debütalbum Silver Sun veröffentlicht. Es erreichte Platz 11 der Oricon-Charts.

## Diskografie

### Alben
- 2009: Parallel Lives
- 2010: Sands of Time
- 2011: echo
- 2012: Silver Sun
- 2013: Revolt
- 2014: Strangers In Heaven
- 2015: Maze
- 2016: Existence
- 2018: Mirror Ocean
- 2019: By Your Side
- 2020: Futures
- 2021: Answer

### Livealben
- 2015: Enkan -Encore- (円環-Encore-, Arena Encore)

### EPs
- 2024: Brightness

### Singles
- 2009: Around The Clock
- 2012: Pride
- 2012: Spirit Inspiration
- 2013: Out of Control
- 2013: Tsubame Crimson (ツバメクリムゾン, Tsubame kurimuzon)
- 2015: Gravity
- 2016: In Future
- 2016: Adventures
- 2019: Beginning

### Videoalben
- 2009: Initial Lives
- 2010: Time of Justice
- 2013: A Silver Film
- 2015: No Longer Strangers
- 2016: Nothing’s Carved In Stone Live at 野音
- 2018: Live on November 15, 2017 at Toyosu Pit